# Eddie Cantor
Eddie Cantor (născut Edward Israel Iskowitz; n. 31 ianuarie 1892, New York City, New York, SUA – d. 10 octombrie 1964, Beverly Hills, California, SUA) a fost un comic și cântăreț american. A compus melodia Merrily We Roll Along, genericul animațiilor Merrie Melodies.

## Viața
În copilărie, Cantor făcea giumbușlucuri și cânta pentru bani la colțul de stradă în orașul său natal, New York. A abandonat școala elementară, nu a putut păstra nici o slujbă din cauza manifestărilor comice imposibil de controlat și s-a orientat rapid spre vodeviluri în care interpreta roluri de dansator și cântăreț de culoare. A realizat turnee alături de Follies al lui Florenz Ziegfeld. În anii 1950 a fost gazda unui spectacol de televiziune.